# .bn
.bn là tên miền Internet Quốc gia (ccTLD) dành cho Brunei Darussalam. Nó được quản lý bởi Jabatan Telekom Brunei.